# Serbian stream
Serbian stream (Serbe : Српски ток / Srpski tok) est un gazoduc transportant du gaz provenant de Russie jusqu'à la Serbie. Passant par la Mer Noire et la Bulgarie, il remplace le projet de gazoduc South stream, abandonné en 2014. Raccordé au gazoduc Turkish Stream, il fournit la Serbie en gaz depuis le 1er janvier 2021. Il comprend une station de compression à Provadia, en Bulgarie, vers Zaetchiar, en Serbie et une section 403 km de Zajetchar à Khorgosh.
Il est connecté au gazoduc serbe Horgosh — Nich.